# Museu das Tropas Paraquedistas
O Museu das Tropas Paraquedistas é um museu de entrada livre, localizado no interior do Regimento de Paraquedistas, em Tancos (Santarém), que reúne artefactos relacionados com a história das Tropas Paraquedistas Portuguesas, desde a sua criação, à participação na Guerra Colonial e posteriores missões de manutenção da paz. Serve igualmente de memorial para todos os paraquedistas portugueses que perderam a vida em serviço.

## História
O Museu das Tropas Paraquedistas foi inaugurado durante as celebrações do Dia do Paraquedista (Portugal), em 23 de maio de 1990.

## Coleção

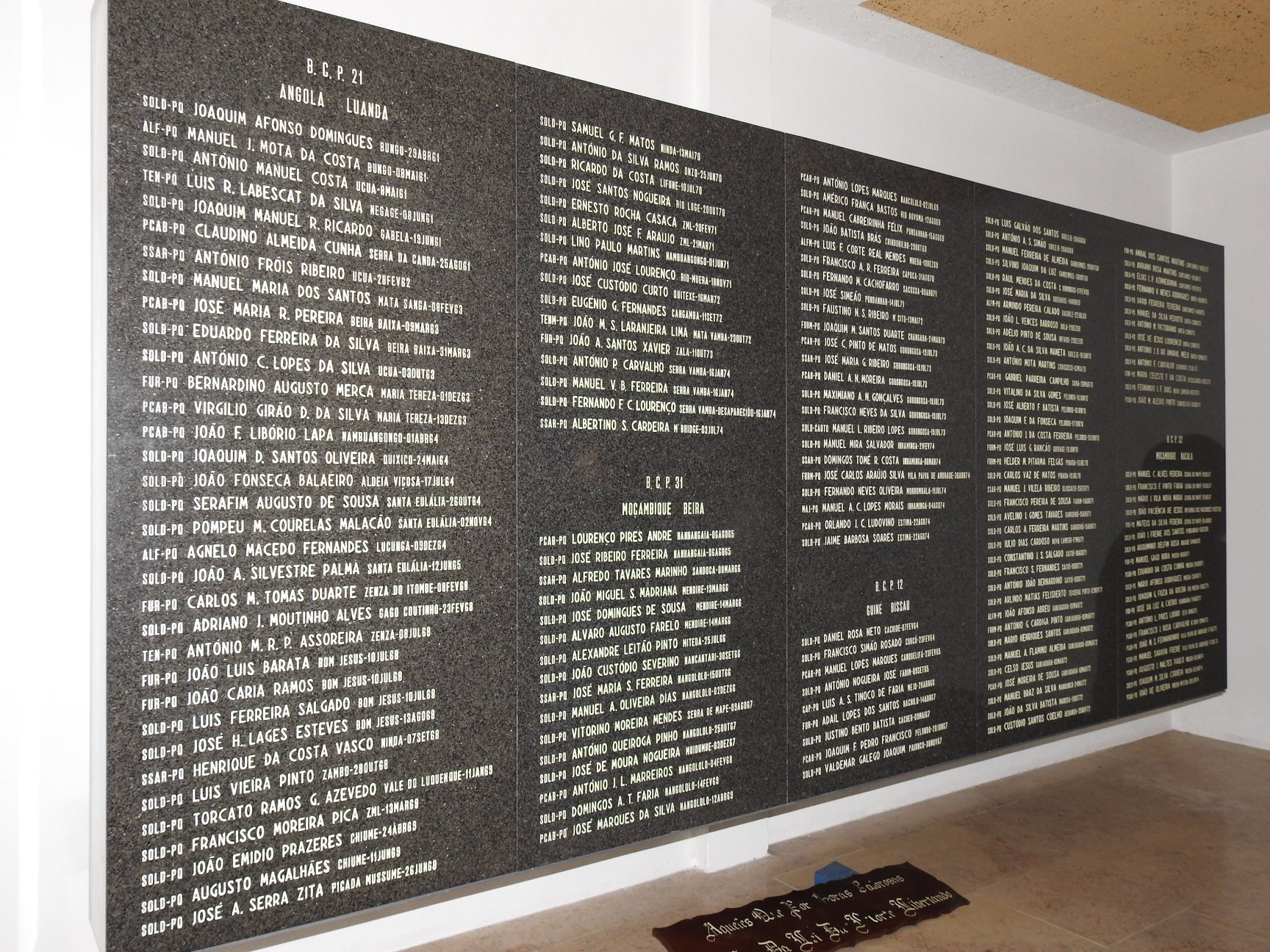
Sala da Memória, onde estão inscritos os nomes de todos os paraquedistas tombados em combate, durante a Guerra Colonial.

Com um assinalável acervo histórico, fotográfico e documental, este museu organiza a sua coleção segundo a fase histórica dos paraquedistas em que cada artigo se insere. Fisicamente, esta coleção encontra-se dividida em três áreas principais:

### Sala do Tempo Presente
Esta sala, localizada junto à entrada do museu, possui artefactos que ligam a história da criação do paraquedismo à tecnologia e capacidades militares dos paraquedistas atuais:
- Conjunto de fotografias que explicam a evolução histórica do paraquedismo;
- Manequim com equipamento SOGA;
- Carga de Abastecimento Aéreo;
- Diverso armamento e equipamento de paraquedismo militar;
- Vitrine com o espólio do General Rafael Durão.

É também nesta sala que estão expostas as lembranças e galhardetes das personalidades e instituições que visitaram o museu, desde a sua inauguração.

### Hall do Arcanjo S. Miguel e Sala da Memória
Esta secção é o principal motivo para a criação do museu. No hall que liga as salas do tempo Presente e Passado, existe uma figura do Arcanjo S. Miguel (santo padroeiro dos paraquedistas), juntamente com um monumento em honra dos paraquedistas que perderam a vida durante a missão de manutenção da paz na Bósnia.
Em frente, na Sala da Memória, existe uma laje onde estão gravados os nomes de todos os paraquedistas tombados em combate durante a Guerra Colonial, com as suas fotografias expostas na parede do lado oposto.

### Sala do Tempo Passado
Neste local encontra-se exposto o espólio de todas as Unidades paraquedistas que se encontram atualmente extintas, bem como algum acervo fotográfico. Desta coleção, destacam-se os seguintes artigos:
- Estandartes Nacionais e Guiões Heráldicos de todas as Unidades paraquedistas extintas;
- Armamento e equipamento militar capturado durante a Guerra Colonial;
- Medalha de Valor Militar do Alferes Mota da Costa, juntamente com a mensagem que dirigiu à população do Bungo;
- Medalha da Cruz de Guerra do Capitão Tinoco Faria;
- Demonstração de fardamento e boinas de várias forças paraquedistas;
- Bandeira Nacional do extinto Batalhão de Caçadores Paraquedistas 21 (Angola). Esta foi a última Bandeira Nacional a ser arriada em território africano, antes da independência das suas colónias.

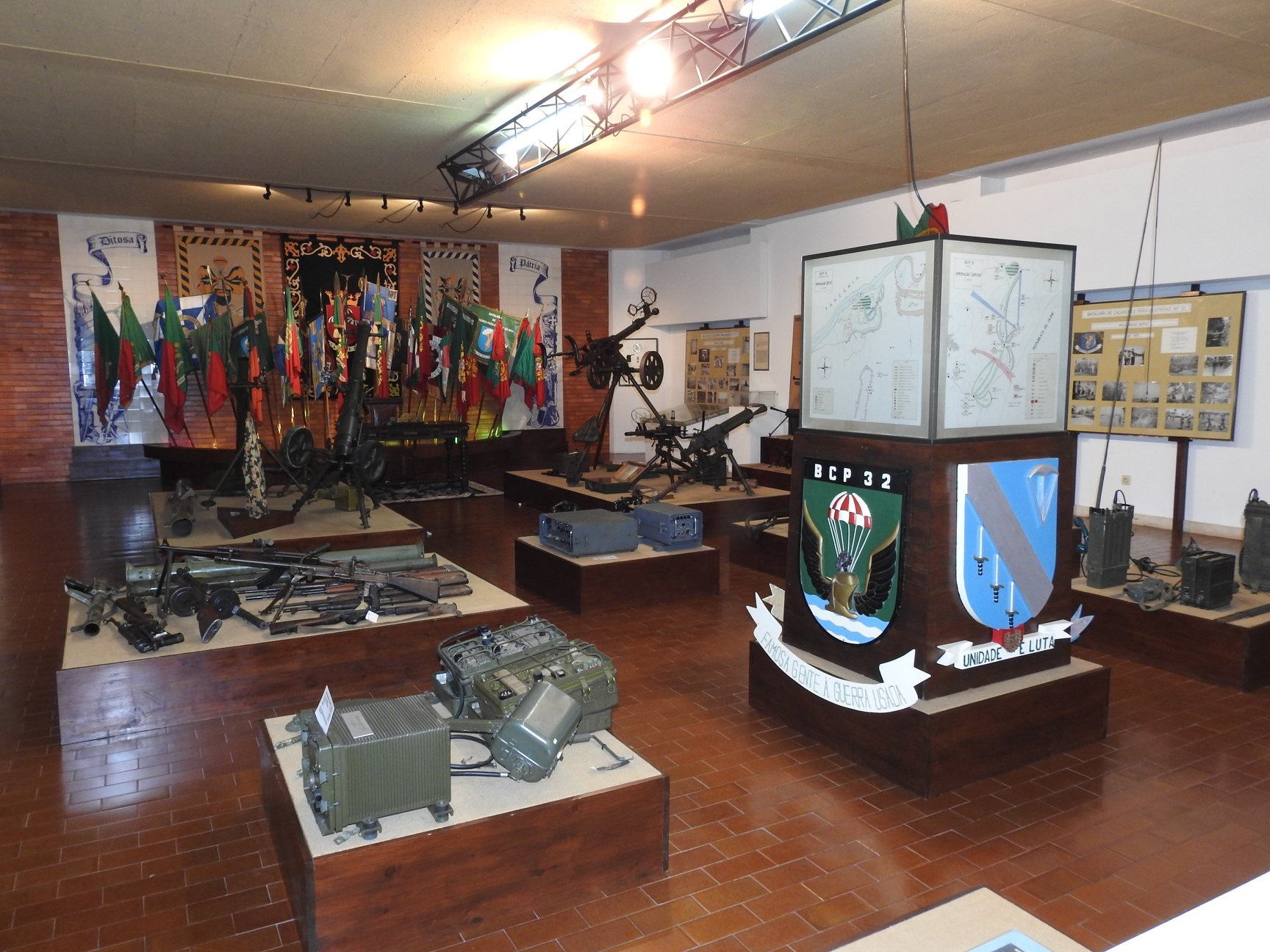
Sala do Tempo Passado.
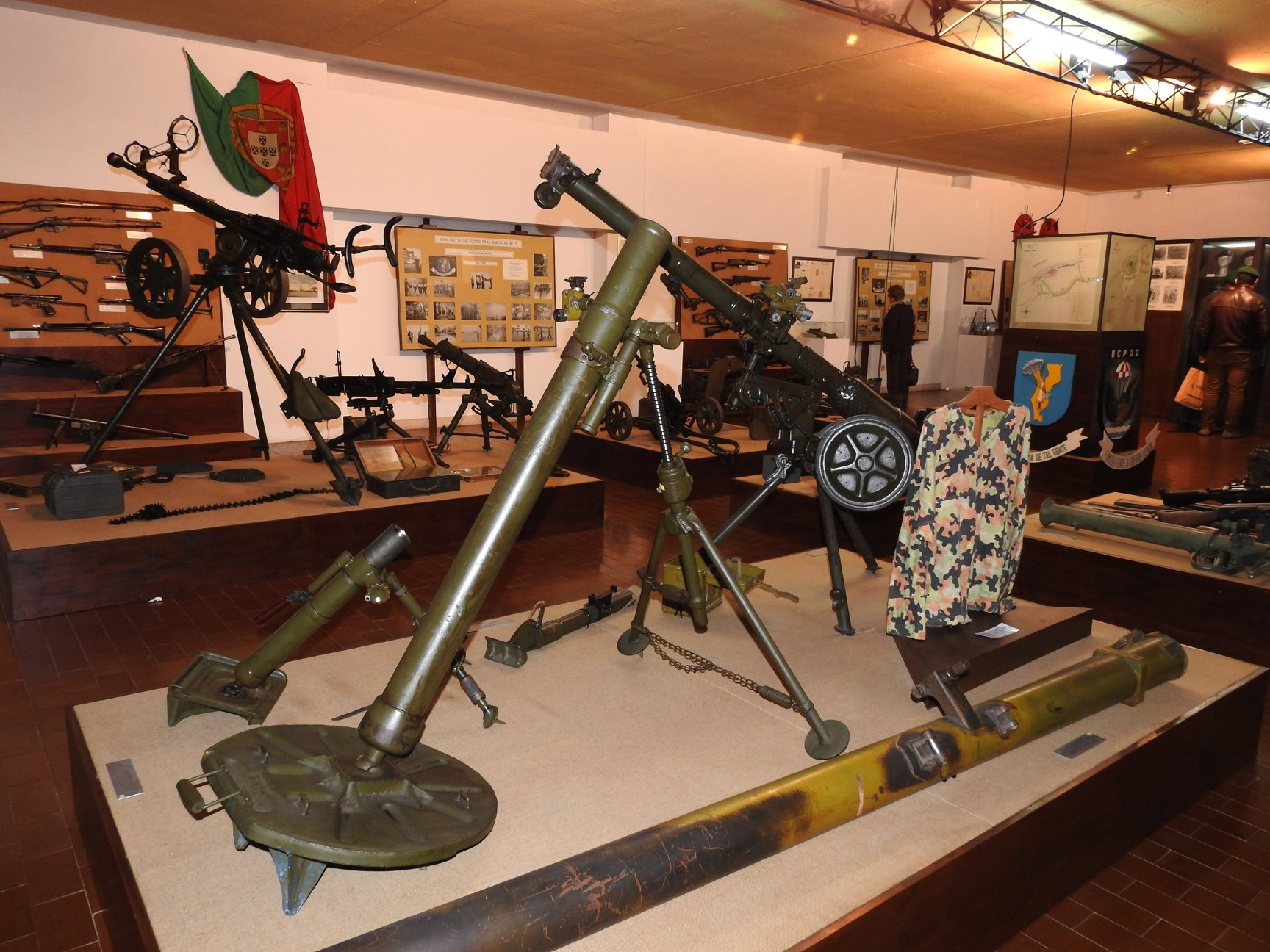
Armamento capturado durante a Guerra Colonial.
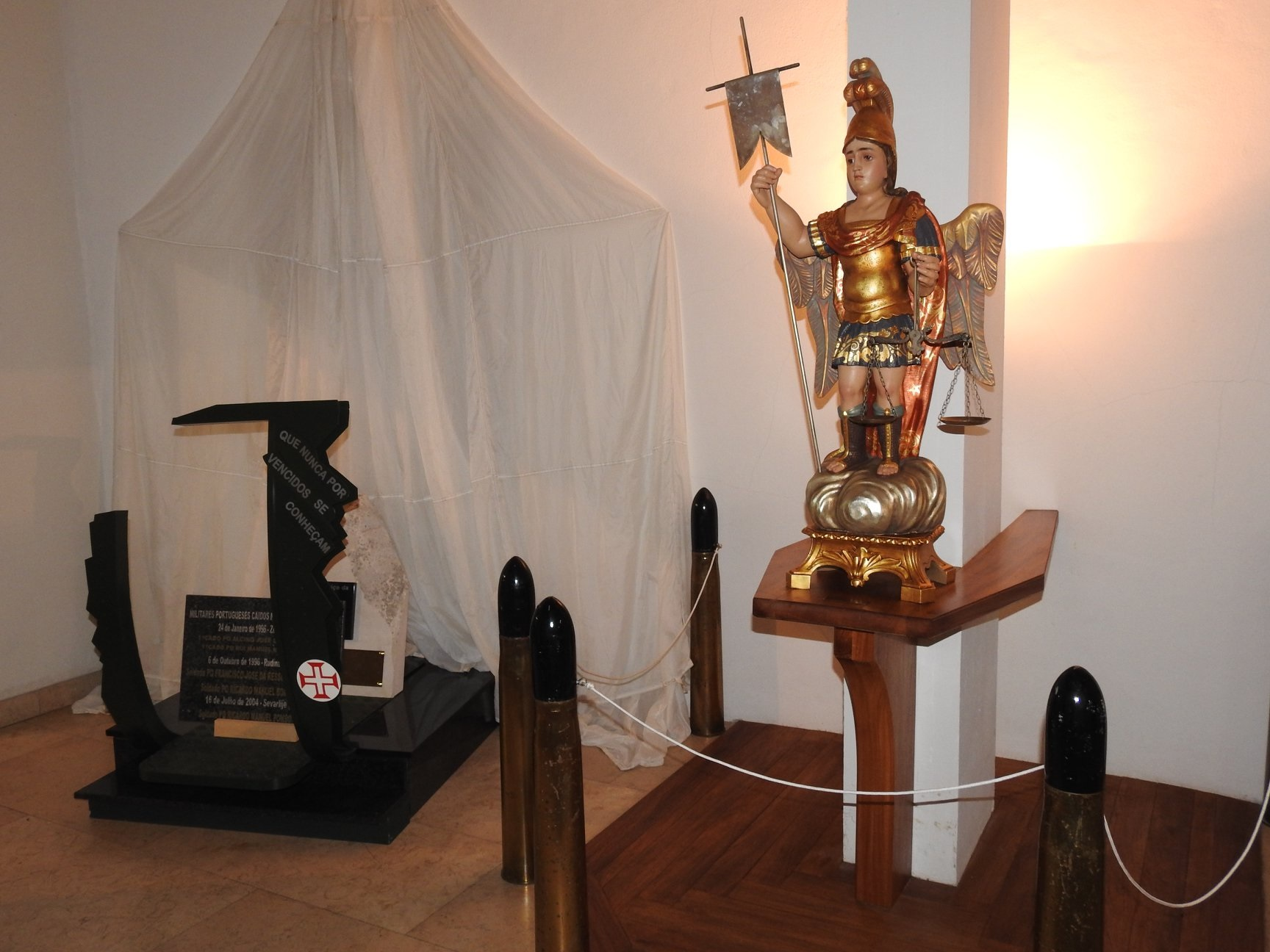
Hall do Arcanjo S. Miguel.
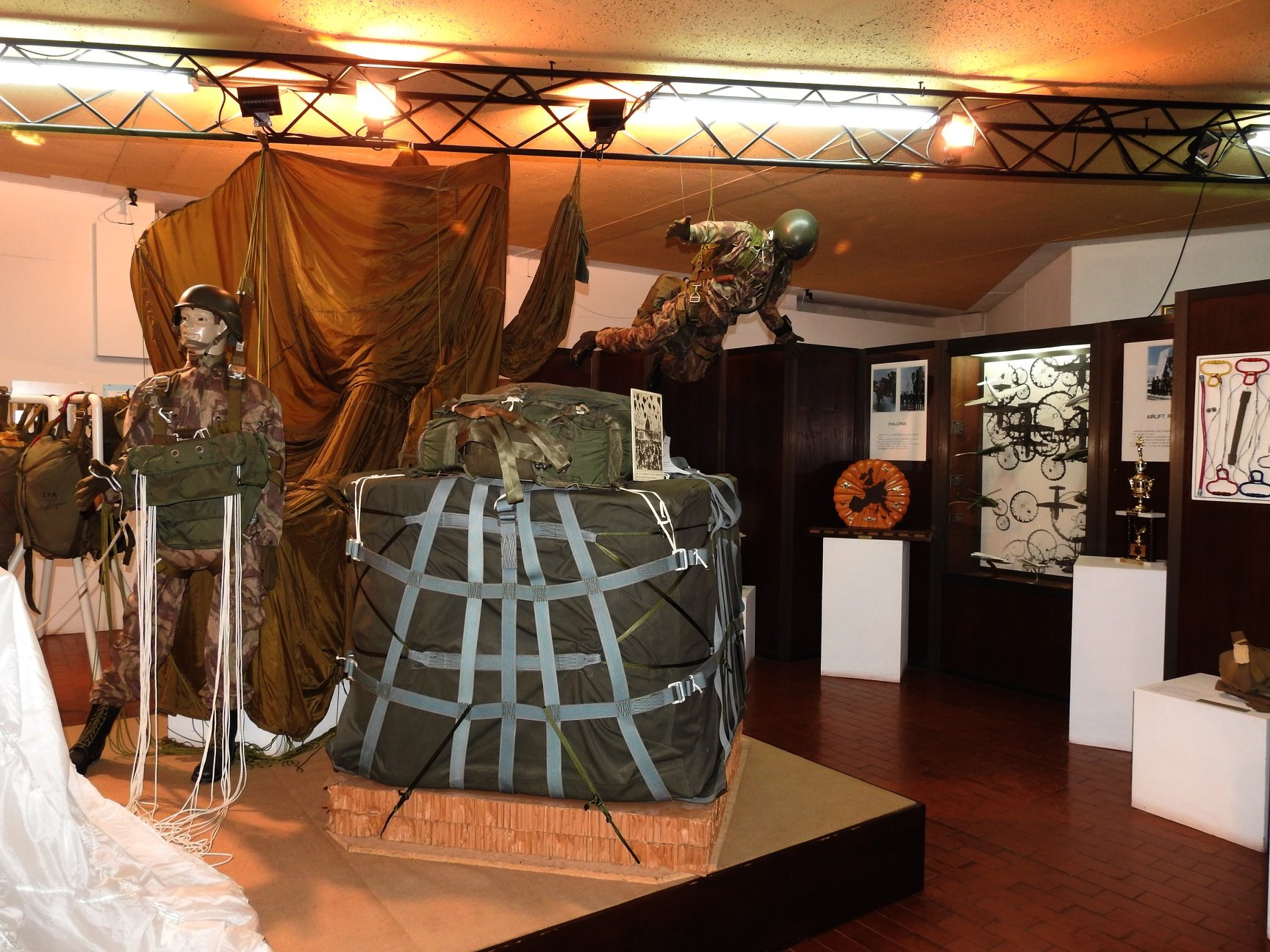
Sala do Tempo Presente.
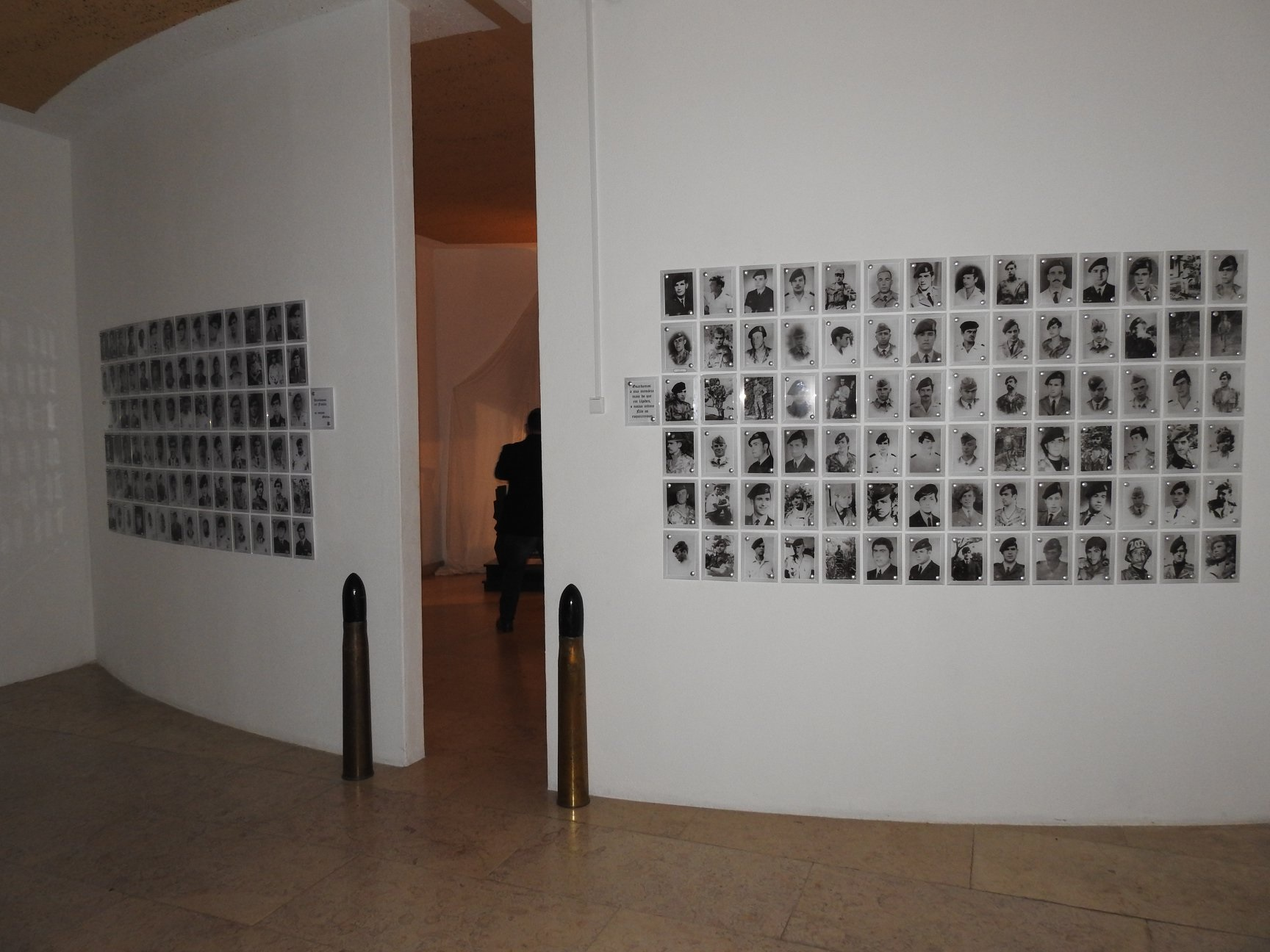
Fotografias dos paraquedistas tombados em combate, na Sala da Memória.
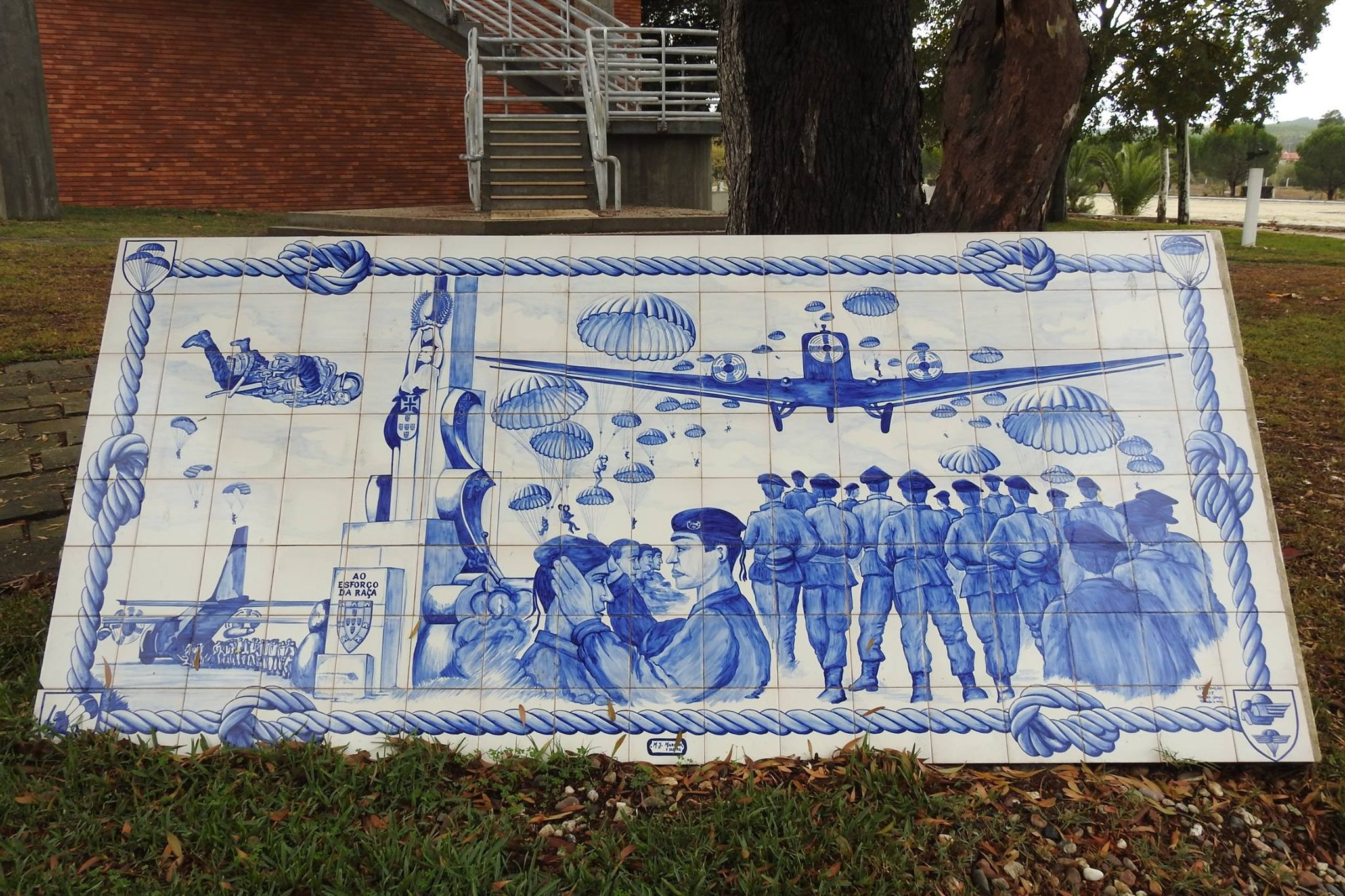
Mural de azulejo na entrada do museu.
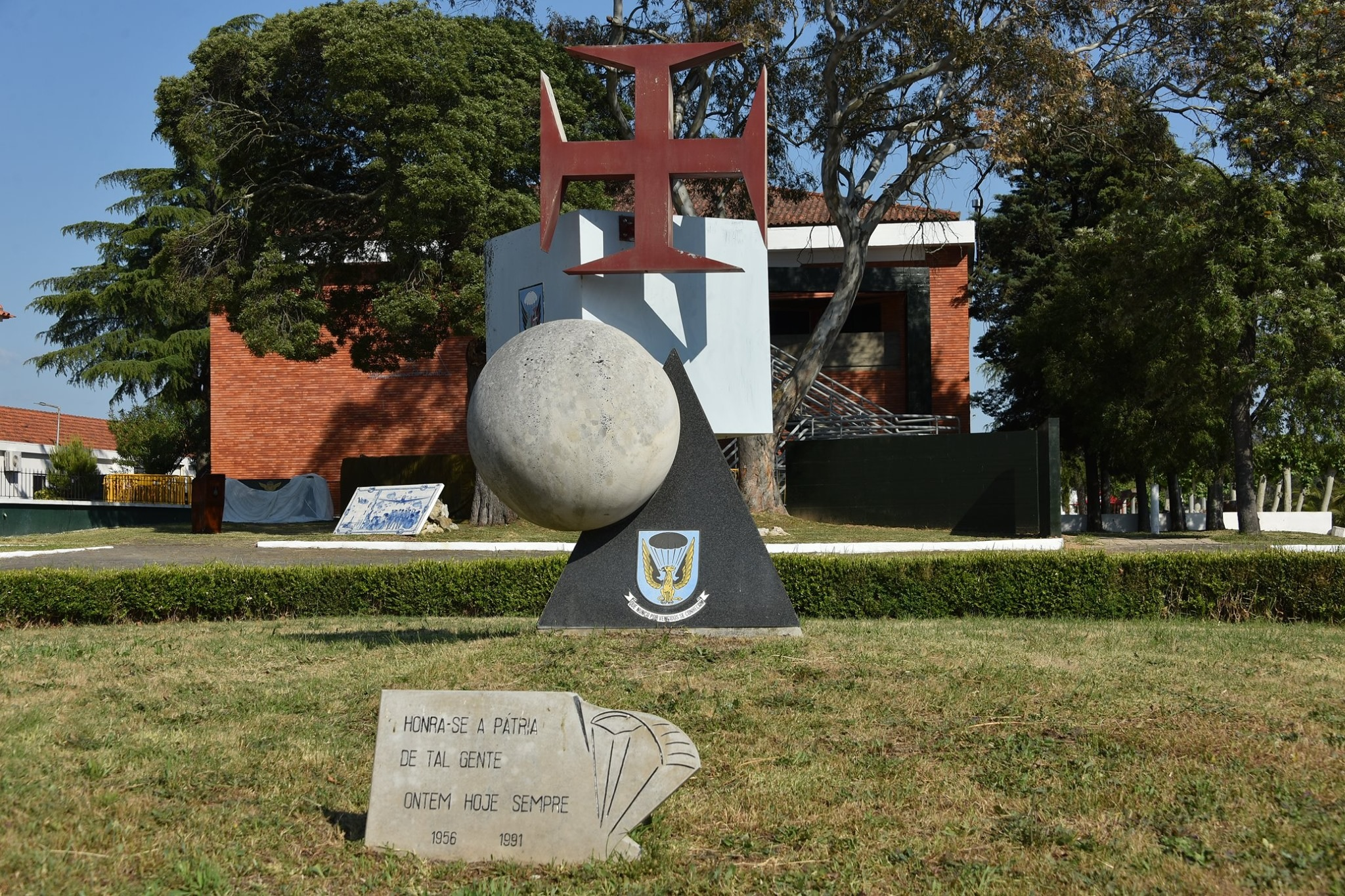
Monumento em frente ao museu.
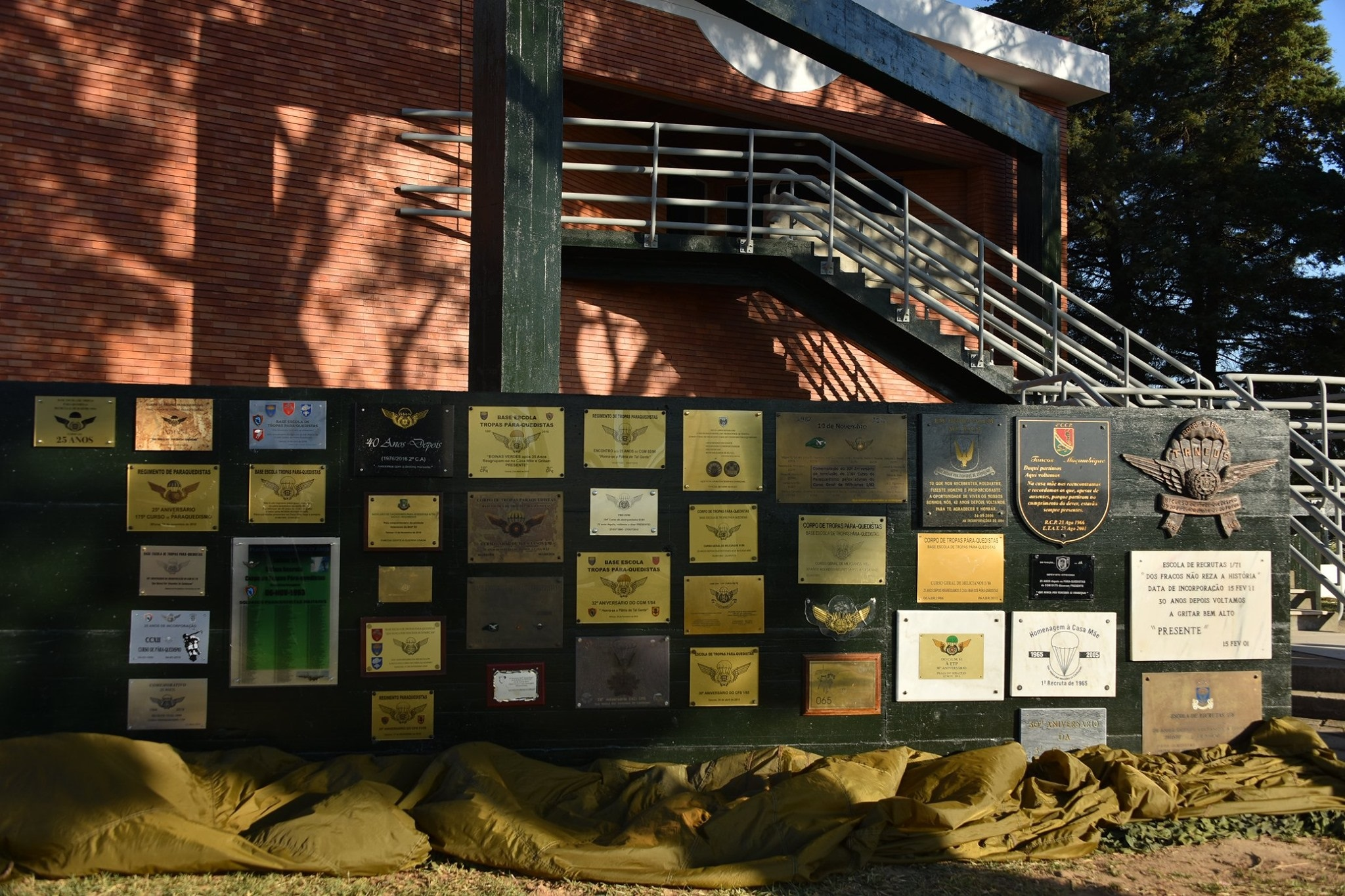
Mural com placas comemorativas de várias visitas do museu, junto à entrada.
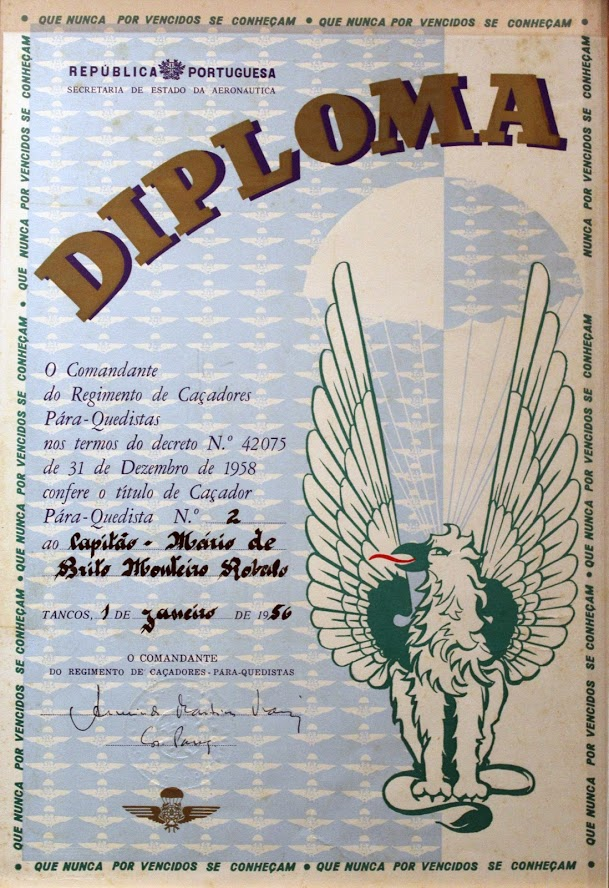
Diploma do Caçador Paraquedista n.º 2 (CAP Mário Robalo).
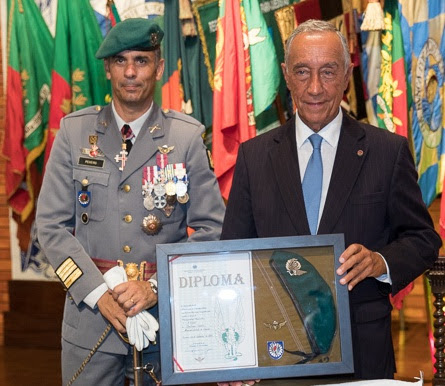
O Presidente Marcelo Rebelo de Sousa com o seu diploma de "paraquedista honorário", na Sala do Tempo Passado.